# 88 (canção)
"88" é o oitavo single do duo japonês LM.C, lançado em 4 de junho de 2008 pela Pony Canyon. É tema de abertura do anime Katekyo Hitman Reborn! e se tornou uma das canções mais famosas da dupla.

## Produção e composição
Em entrevista à Barks, Aiji afirmou que a canção já existia desde 2002. Ele contou que o motivo ter lançado-a mais cedo foi que eles estavam focando em músicas boas de serem tocadas ao vivo. Maya explicou que a escreveu logo depois de sua banda anterior acabar, visando começar a criar suas próprias canções. Quando deram à dupla a segunda oportunidade de fazer a trilha de Katekyo Hitman Reborn!, decidiram que este seria o melhor momento para lançá-la. Foi tocada ao vivo pela primeira vez em um show no Shibuya AX em 3 de fevereiro de 2007. O nome do single vem do número de constelações visíveis em todo mundo segundo a União Astronômica Internacional.
As lojas Marui Young Shinjuku Kera Shop Arena e Shinsaibashi Bigstep Kera Shop Arena colaboraram com o LM.C durante o lançamento do single. Elas lançaram uma bandana do duo e caso compradores adquirissem tanto o single quanto tal item, ganhariam um brinde exclusivo.

## Recepção
Chegou a terceira posição na Oricon Albums Chart e ficou na parada por 15 semanas, tornando-se o single mais vendido da LM.C. A banda EVE fez um cover da canção para o álbum Counteraction -V-Rock covered Visual Anime songs Compilation, lançado em 23 de maio de 2012 homenageando canções de artistas visual kei que foram usadas em animes. 

## Faixas
| N.º            | Título            | Música         | Duração |  |
| 1.             | "88"              |                | 3:52    |  |
| 2.             | "...with VAMPIRE" |                | 3:36    |  |
| Duração total: | Duração total:    | Duração total: | 7:28    |  |

## Créditos
- Maya – vocais
- Aiji – guitarra